# Dahan (solarperiod)
Dàhán (pīnyīn), Daikan (rōmaji) eller Daehan (romaja) (kinesiska och japanska: 大寒; koreanska: 대한; vietnamesiska: Đại hàn; bokstavligen ”stora kölden”) är den tjugofjärde solarperioden i den traditionella östasiatiska lunisolarkalendern (kinesiska kalendern), som delar ett år i 24 solarperioder (節氣). Dahan börjar när solen når den ekliptiska longituden 300°, och varar till den når longituden 315°. Termen hänvisar dock oftare till speciellt den dagen då solen ligger på exakt 300° graders ekliptisk longitud. I den gregorianska kalendern börjar dahan vanligen omkring den 20 januari och varar till omkring den 4 februari.